# The Mark, Tom and Travis Show (The Enema Strikes Back!)
The Mark, Tom and Travis Show (The Enema Strikes Back!) (dt. „Die Mark,-Tom-und-Travis-Show (Die Darmspülung schlägt zurück!)“) ist ein Livealbum der US-amerikanischen Punkrock-Band blink-182. Es erschien am 4. November 2000 über das Label MCA Records.

## Inhalt
Die auf dem Album enthaltenen Lieder wurden bei zwei Liveauftritten der Band am 4. und 5. November 1999 im Bill Graham Civic Auditorium, San Francisco bzw. im Gibson Amphitheatre, Universal City aufgenommen. Die gespielten Songs stammen von den drei zuvor veröffentlichten Studioalben Enema of the State (neun Tracks), Dude Ranch (fünf Stücke) und Cheshire Cat (zwei Titel). Außerdem beinhaltet das Album die Studioaufnahme des Lieds Man Overboard.

## Produktion
Die Produktion des Albums übernahm der Musikproduzent Jerry Finn, der auch schon blink-182s Studioalbum Enema of the State produzierte.

## Covergestaltung
| Professionelle Bewertungen | Professionelle Bewertungen |
| -------------------------- | -------------------------- |
| Kritiken                   |                            |
| Quelle                     | Bewertung                  |
| laut.de                    | [ 1 ]                      |
| allmusic                   | [ 2 ]                      |

Das Albumcover zeigt eine bunte, comicartige Zeichnung der drei Bandmitglieder auf der Bühne während ihres Konzertes. Im Hintergrund der Bühne befinden sich die Schriftzüge blink-182 und The Mark, Tom, Travis Show in Weiß bzw. Rot.

## Titelliste
| #  | Titel                          | Länge | Album              |
| -- | ------------------------------ | ----- | ------------------ |
| 1  | Dumpweed                       | 2:53  | Enema of the State |
| 2  | Don’t Leave Me                 | 2:38  | Enema of the State |
| 3  | Aliens Exist                   | 3:43  | Enema of the State |
| 4  | Family Reunion                 | 0:51  |                    |
| 5  | Going Away to College          | 3:40  | Enema of the State |
| 6  | What’s My Age Again?           | 3:18  | Enema of the State |
| 7  | Dick Lips                      | 3:35  | Dude Ranch         |
| 8  | Blow Job                       | 0:41  |                    |
| 9  | Untitled                       | 3:07  | Dude Ranch         |
| 10 | Voyeur                         | 3:28  | Dude Ranch         |
| 11 | Pathetic                       | 2:51  | Dude Ranch         |
| 12 | Adam’s Song                    | 4:35  | Enema of the State |
| 13 | Peggy Sue                      | 3:47  | Cheshire Cat       |
| 14 | Wendy Clear                    | 4:09  | Enema of the State |
| 15 | Carousel                       | 3:38  | Cheshire Cat       |
| 16 | All the Small Things           | 3:35  | Enema of the State |
| 17 | Mutt                           | 3:39  | Enema of the State |
| 18 | The Country Song               | 1:00  |                    |
| 19 | Dammit                         | 3:05  | Dude Ranch         |
| 20 | Man Overboard (Studioaufnahme) | 2:46  |                    |

Nach den 20 Liedern folgen 29 Hidden Tracks, die größtenteils aus kurzen Skits mit Witzen bestehen.

## Chartplatzierungen
The Mark, Tom and Travis Show (The Enema Strikes Back!) stieg am 20. November 2000 auf Platz 43 in die deutschen Charts ein und belegte in den folgenden Wochen die Ränge 56, 52 und 84. Insgesamt konnte sich das Album mit einer Unterbrechung sechs Wochen in den Top 100 halten. In den Vereinigten Staaten erreichte das Livealbum Position 8 und hielt sich 17 Wochen in den Charts.
Als Single wurde das Lied Man Overboard ausgekoppelt, das sich jedoch nicht in den Charts platzieren konnte.

## Verkaufszahlen und Auszeichnungen
Für über 500.000 verkaufte Exemplare wurde The Mark, Tom and Travis Show (The Enema Strikes Back!) im Jahr 2001 in den Vereinigten Staaten mit einer Goldenen Schallplatte ausgezeichnet. Im Vereinigten Königreich erhielt das Album für mehr als 100.000 Verkäufe 2017 ebenfalls eine Goldene Schallplatte.

| Land/Region                  | Auszeichnungen für Musikverkäufe (Land/Region, Auszeichnung, Verkäufe) | Verkäufe |
| ---------------------------- | ---------------------------------------------------------------------- | -------- |
| Australien (ARIA)            | Platin                                                                 | 70.000   |
| Kanada (MC)                  | Platin                                                                 | 100.000  |
| Neuseeland (RMNZ)            | Gold                                                                   | 7.500    |
| Vereinigte Staaten (RIAA)    | Gold                                                                   | 500.000  |
| Vereinigtes Königreich (BPI) | Gold                                                                   | 100.000  |
| Insgesamt                    | 3× Gold · 2× Platin ·                                                  | 777.500  |

Hauptartikel: Blink-182/Auszeichnungen für Musikverkäufe